# Jón Þór Birgisson
Jón Þór Birgisson [ˈjouːn ˈθouːr ˈpɪrkɪsɔn] (Reykjavik, 23 april 1975), ook bekend als Jónsi, is de IJslandse zanger en gitarist van de band Sigur Rós. Hij staat bekend om zijn hoge zang, waarbij veel gebruik wordt gemaakt van de kopstem, en zijn opmerkelijke manier van gitaarspelen, waarbij hij een strijkstok van een cello gebruikt.
Jónsi was in 1994 een van de oprichters van Sigur Rós. Met deze band bracht hij inmiddels zeven studioalbums uit. Samen met Alex Somers heeft Jónsi ook het project Jónsi & Alex. In 2009 brachten zij de cd Riceboy Sleeps uit. In april 2010 verscheen tevens Jónsi's eerste solo-album Go.

## Biografie
Jónsi werd op 23 april 1975 in IJsland geboren, waar hij ook opgroeide. Sinds zijn geboorte is hij blind aan één oog. Jónsi's eerste ervaring met muziek kwam van The Beatles: "Mijn eerste herinnering van muziek was het versneld afspelen van een Beatles-plaat op de stereo van mijn ouders. Dat vond ik geweldig om te doen - zo heb ik ook gitaar leren spelen." Jónsi begon rond zijn dertiende met het spelen van gitaar; het eerste nummer dat hij leerde spelen was "Wrathchild" van Iron Maiden. In de periode 1992-1993 speelde Jónsi in de grungeband Stoned. In 1995 vormde Jónsi zijn eigen band Bee Spiders, waarbij hij het pseudoniem Jonny B gebruikte. In zijn jeugd ontdekte Jónsi dat hij homoseksueel was, maar hij maakte dit pas op zijn 21e openlijk bekend.
Op zijn negentiende vormde Jónsi samen met Georg Hólm en Ágúst Ævar Gunnarsson in 1994 Sigur Rós. De band werd vernoemd naar Jónsi's zusje Sigurrós ('zegeroos'), die in dat jaar geboren werd. Jónsi werd alleen zanger van de band omdat hij de enige was die kon zingen. Drie jaar later brachten ze hun debuutalbum Von uit. In 1999 verscheen Ágætis byrjun, die de doorbraak van de band betekende in IJsland, overig Europa en de Verenigde Staten. De band bracht hierna nog vier albums uit, met Kveikur als meest recente.
Jónsi ontmoette in 2003 in Boston Alex Somers, met wie hij een relatie begon. Twee jaar later verhuisde Somers naar IJsland en samen begonnen ze grafische kunst te maken. In 2006 verscheen dit werk in boekvorm, onder de naam 'Riceboy Sleeps'. In 2009 begon het duo met het werken aan een album. Deze plaat, genaamd Riceboy Sleeps, wordt op 20 juli uitgebracht en is volledig instrumentaal. In 2009 werkte Jónsi ook aan een solo-album. De nummers van de plaat waren voornamelijk akoestisch en bevatte arrangementen van componist Nico Muhly. De productie kwam in handen van Peter Katis. In december werd een website voor het album online gezet en bekendgemaakt dat het album Go heette. Het album wordt uitgebracht in april 2010, gevolgd door een concertreeks in de Verenigde Staten en Europa.
Jónsi gaf ook al solo-materiaal uit onder de naam Frakkur. Voorbeelden hiervan zijn de albums Songs for the Little Boy, Pling Plong en Toyboy. In 2010 schreef hij ook nog het liedje Sticks and Stones voor de film How to Train Your Dragon.

## Muzikale stijl
Jónsi staat bekend om zijn hoge zang, waarbij veel gebruik wordt gemaakt van de kopstem. Sigur Rós gebruikt de zang veelal als een extra instrument in hun muziek. Jónsi speelt zijn gitaar ook frequent met een strijkstok van een cello. Qua zang maakt hij gebruik van het Vonlenksa ('hooplands'), een door Jónsi zelf verzonnen taal. De naam Vonlenska wordt nooit door de bandleden van Sigur Rós gebruikt, maar is een creatie van een journalist. Jónsi gebruikt de onverklaarbare klanken als de band de muziek voor een nummer heeft geschreven, maar er nog geen tekst aanwezig is. Hooplands heeft verder geen kenmerken van een echte taal, zoals grammatica of vocabulaire, maar fungeert meer als extra instrument in de muziek. Jónsi over het schrijven van teksten: "Ik denk dat als je teksten wil gebruiken, dat je dan iets te vertellen moet hebben. We hebben een soort haat-liefdeverhouding met teksten omdat de muziek zo natuurlijk voor ons vloeit. Als je teksten moet schrijven sluit je je helemaal af van de muziek. Gewoonlijk maken we een nummer door eerst wat nonsens te zingen. Dan luister ik ernaar en gewoonlijk komt er (luisterend naar al die onzin) een woord of onderwerp op. Die gebruik ik dan om er een volledige tekst om heen te schrijven."

## Discografie

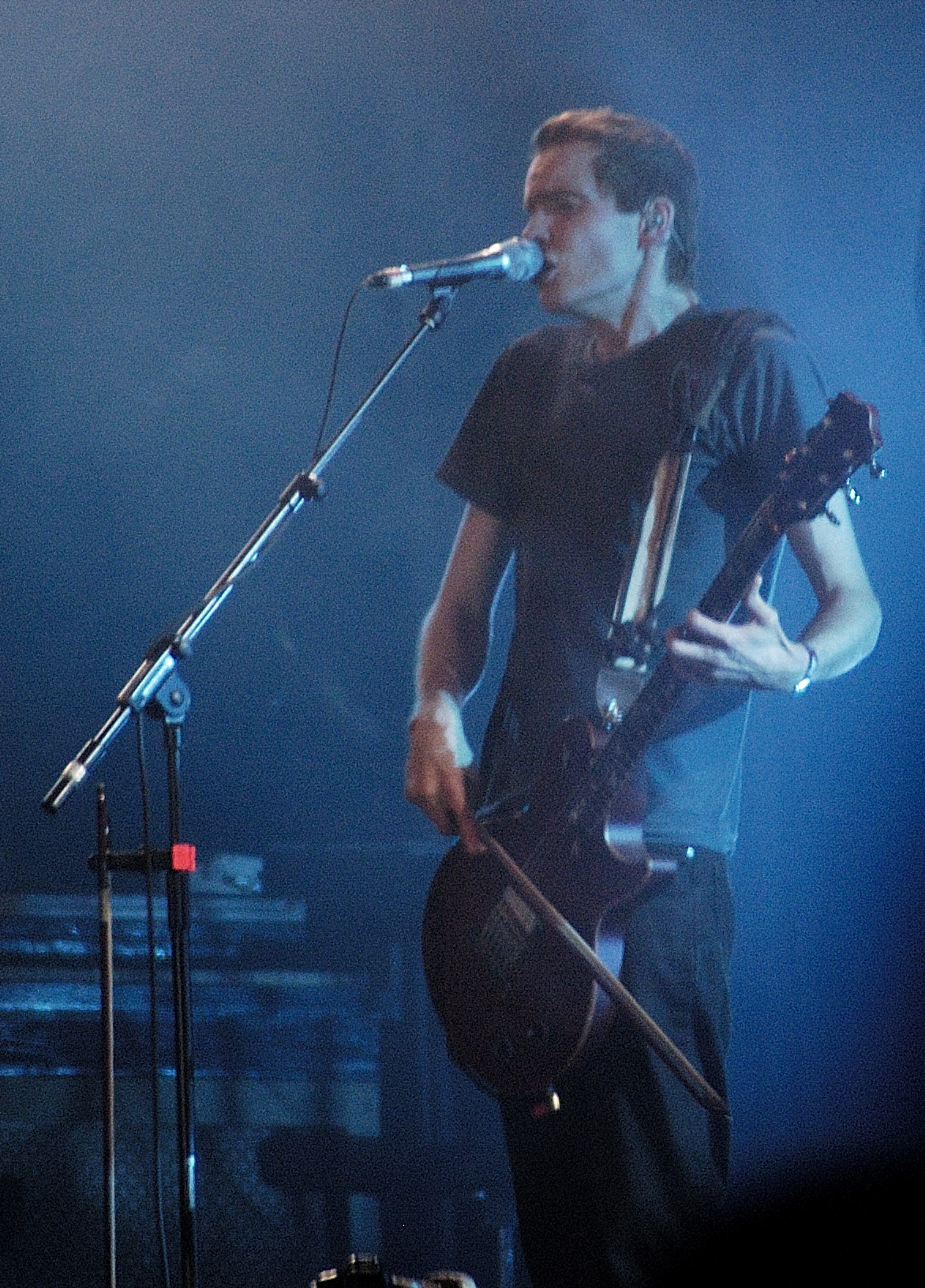
Jónsi op het Roskilde Festival in 2006.

### Albums
| Album met eventuele hitnotering(en) in de Nederlandse Album Top 100 | Datum van verschijnen | Datum van binnenkomst | Hoogste positie | Aantal weken | Opmerkingen |
| ------------------------------------------------------------------- | --------------------- | --------------------- | --------------- | ------------ | ----------- |
| Go                                                                  | 02-04-2010            | 10-04-2010            | 84              | 1            | als Jónsi   |

| Album met hitnotering(en) in de Vlaamse Ultratop 200 albums | Datum van verschijnen | Datum van binnenkomst | Hoogste positie | Aantal weken | Opmerkingen                        |
| ----------------------------------------------------------- | --------------------- | --------------------- | --------------- | ------------ | ---------------------------------- |
| Riceboy sleeps                                              | 17-07-2009            | 25-07-2009            | 13              | 8            | als Jónsi & Alex / met Alex Somers |
| Go                                                          | 2010                  | 10-04-2010            | 6               | 11           | als Jónsi                          |
| Go live                                                     | 26-11-2010            | 11-12-2010            | 88              | 2            | als Jónsi / Livealbum              |

### Singles
| Single met hitnotering(en) in de Vlaamse Ultratop 50 | Datum van verschijnen | Datum van binnenkomst | Hoogste positie | Aantal weken | Opmerkingen |
| ---------------------------------------------------- | --------------------- | --------------------- | --------------- | ------------ | ----------- |
| Go do                                                | 2010                  | 10-04-2010            | 27              | 2            | als Jónsi   |
| Gathering stories                                    | 09-01-2012            | 28-01-2012            | tip30           | -            | als Jónsi   |

### Discografie metSigur Rós
- Von (1997)
- Ágætis byrjun (1999)
- ( ) (2002)
- Takk... (2005)
- Með suð í eyrum við spilum endalaust (2008)
- Valtari (2012)
- Kveikur (2013)

### Gastoptredens
- "Kaleidoscope" van Tiësto (2009, Kaleidoscope)[14]